# 2004年夏季残疾人奥林匹克运动会阿塞拜疆代表团
2004年夏季残疾人奥林匹克运动会阿塞拜疆代表团是阿塞拜疆派出的2004年夏季残疾人奥林匹克运动会代表团。获得2枚金牌、1枚银牌和1枚铜牌。